# Volksdiskussion
Die Volksdiskussion ist ein Instrument der direkten Demokratie in der Schweiz, das zurzeit nur im Kanton Appenzell Ausserrhoden existiert.
Gemäss Artikel 56 der Ausserrhoder Kantonsverfassung steht dieses Recht allen im Kanton wohnhaften Personen zu (also auch Ausländern). Es kann bei Sachgeschäften angewendet werden, die im Kantonsrat zweimal beraten wurden und somit dem obligatorischen oder fakultativen Referendum unterstehen. Dazu gehören Verfassungsrevisionen, Initiativen, Gesetze, interkantonale und internationale Verträge, Grundsatzbeschlüsse und grössere Ausgaben. Nach der ersten Lesung können innerhalb einer bestimmten Frist schriftliche Anträge gestellt werden, die dem zuständigen Departement und allen Kantonsratsmitgliedern zugestellt werden. Seit 1995 können die Teilnehmer einer Volksdiskussion auf Wunsch ihre Anträge auch persönlich bei der zweiten Lesung im Kantonsrat begründen. Der Kantonsrat ist verpflichtet, zu den Anträgen Stellung zu nehmen. Im Allgemeinen wird die Möglichkeit zur Volksdiskussion eher selten genutzt. Nur wenige Gesetze, die in einigen Artikeln besondere Interessen berühren, lösen eine grössere Anzahl von Beiträgen aus.
Die Möglichkeit zur Volksdiskussion besteht auch auf kommunaler Ebene, entweder im Dialog mit den Gemeinderäten der Appenzeller Gemeinden oder zwischen zwei Lesungen des Einwohnerrats des Kantonshauptorts Herisau.